# Remijia trianae
Remijia trianae är en måreväxtart som beskrevs av Herbert Fuller Wernham. Remijia trianae ingår i släktet Remijia och familjen måreväxter. Inga underarter finns listade i Catalogue of Life.